# Col de la Ventouse
Le col de la Ventouse est un col routier du Massif central, situé sur le territoire communal d'Aydat, dans le département du Puy-de-Dôme, en région Auvergne-Rhône-Alpes. Il s'élève à 964 m d'altitude (les panneaux indiquent 980 m). Il est dominé par le puy de Vichatel (1 095 m), au nord-ouest, et le puy de Charmont (1 137 m), au sud-ouest.
Il est situé à 2 km de Randanne (commune d’Aurières), à l'intersection des routes départementales 2089 et 213.
Une aire porte son nom à environ 400 m à l'ouest du col, sur la départementale 2089.

## Sites remarquables
- Lac d'Aydat, à 4 km par la RD 213 puis la RD 90.
- Château de Montlosier, à 4 km par Randanne, la RD 5 en direction de Saint-Genès-Champanelle.
- Cheire d’Aydat, en direction de Beaumont par RD 2089.

## Cyclisme
À 964 mètres d'altitude, c'est l'un des cinq cols routiers de la chaîne des Puys avec, du nord au sud le col de la Nugère (875 m), le col des Goules (997 m), le col de Ceyssat (1 078 m) et le col de la Moreno (1 062 m), mais également le plus au sud, permettant l'accès aux monts Dore.
Bien qu'orienté est-ouest, seul l'accès au col par le sud-est via la D 213 propose une ascension digne d'intérêt. Au départ de Saint-Amant-Tallende, à 490 m d'altitude, le premier kilomètre propose les plus forts pourcentages (9 % max). Les 11 kilomètres suivants sont en revanche très réguliers et permettent de garder de gros développements. À l'approche du col, par temps clair, le sommet du puy de Dôme est visible.

### Tour de France
Le col est franchi à l'occasion de la 10e étape du Tour de France 1951 reliant Clermont-Ferrand à Brive-la-Gaillarde, mais n'est pas répertorié pour le classement de la montagne.
Il est de nouveau emprunté en 1952 lors de la 21e étape Limoges - Puy de Dôme.